# Barthold Heinrich Brockes
Barthold Heinrich Brockes (ur. 22 września 1680 w Hamburgu, zm. 16 stycznia 1747 tamże) – niemiecki poeta okresu późnego baroku. Związany był przez większość życia z Hamburgiem. Tworzył poematy heroiczne. Napisał też liczne libretta do oper i oratoriów. Z jego tekstów korzystali między innymi Georg Friedrich Händel i Johann Balthasar Christian Freißlich.

## Wybór dzieł
- Der für die Sünde der Welt gemarterte und Sterbende Jesus (Passionsoratorium, vertont von Georg Friedrich Händel, Reinhard Keiser, Johann Mattheson, Georg Philipp Telemann und Gottfried Heinrich Stölzel), 1712,
- (Übs.) Verteutschter Bethlehemitischer Kinder- Mord des Ritters Marino (nach Strage degli Innocenti von Giambattista Marino), 1715,
- Irdisches Vergnügen in Gott, bestehend in Physicalisch- und Moralischen Gedichten (Gedichte, 9 Bde.), 1721-48,
- (Übs.) Aus dem Englischen übersetzter Versuch vom Menschen des Herrn Alexander Pope, 1740,
- (Übs.) Aus dem Englischen übersetzte Jahreszeiten des Herrn Thomson, 1744.

Wybrane utwory Bartholda Heinricha Brockesa w tłumaczeniu na język polski ukazały się w antologii Panorama Literatury Krajowej i Zagranicznej wydawanej w 1836 i 1838 w Warszawie przez J. Węckiego oraz w przekładach Antoniego Józefa Szabrańskiego w Rysie historii literatury niemieckiej do połowy osiemnastego wieku, która ukazała się w 1876 nakładem Gebethnera i Wolffa.